# Harry Powlett, IV duca di Bolton
Harry Powlett, IV duca di Bolton (Londra, 24 luglio 1691 – Basing, 9 ottobre 1759) è stato un politico inglese.

## Biografia
Era il figlio di Charles Paulet, II duca di Bolton, e della sua seconda moglie, Frances Ramsden.

## Carriera

### Carriera militare
Powlett ha iniziato la sua carriera nella Royal Navy. Ha servito come aiutante di campo del conte di Galway in Portogallo, nel 1710 durante le fasi conclusive della guerra di successione spagnola.

### Carriera politica
Powlett fu eletto alle elezioni generali del 1715 come membro del Parlamento per St Ives in Cornovaglia. Ha ricoperto il seggio fino alle elezioni generali del 1722, quando divenne deputato per l'Hampshire, carica che mantenne fino al 1754. Alle elezioni generali del 1734 divenne deputato sia per l'Hampshire che per Yarmouth.
Ha servito da Gentleman of the Bedchamber a Federico, principe di Galles (1729-1751).
Powlett entrò nel consiglio di amministrazione dell'Ammiragliato nel governo di Whig nel giugno 1733 e fu promosso a Lord Naval Senior (1738-1742). Proseguì servendo come luogotenente della Torre di Londra (1742-1754) e fu poi nominato Consigliere privato nel gennaio 1755.
Successe al fratello maggiore Charles al ducato nel 1754.

## Matrimonio
Sposò Catherine Parry (?-25 aprile 1744), figlia di Francis Parry. Ebbero quattro figli:
- Catherine Paulett (?-1775), sposò Adam Drummond, non ebbero figli;
- Charles Powlett, V duca di Bolton (1718-5 luglio 1765);
- Harry Powlett, VI duca di Bolton (6 novembre 1720-25 dicembre 1794);
- Henrietta Paulett (?-22 dicembre 1753), sposò Robert Colebrooke, non ebbero figli.

## Morte
Morì il 9 ottobre 1759 e gli succedette il figlio maggiore, Charles. Le proprietà del Duca di Bolton comprendevano Hackwood Park nell'Hampshire, Bolton Hall nel North Yorkshire, Edington nel Wiltshire e Hooke Court nel Dorset.